# Malšice
Malšice (německy Malschitz) jsou městys v okrese Tábor v Jihočeském kraji. Leží na silnici číslo I/137 Tábor-Bechyně, osm kilometrů od Tábora a patnáct kilometrů od Bechyně. Žije zde přibližně 1 900 obyvatel. Přímo v městečku Malšice žije přes 1 000 obyvatel.
Sousedními obcemi sídla jsou Želeč, Skrýchov u Malšic, Zhoř u Tábora, Stádlec, Sudoměřice u Bechyně, Ústrašice, Černýšovice, Lom, Libějice, Dobronice u Bechyně, Bečice, Dražičky, Řepeč a Slapy.

## Historie
První písemná zmínka o městečku pochází z roku 1279.

## Správa městyse
V roce 1868 byly Malšice městysem a od 27. června 2008 jsou jím opět.

### Části městyse
- Čenkov
- Dobřejice
- Malšice
- Maršov
- Nové Lány
- Obora
- Staré Lány
- Třebelice
- Všechlapy

V letech 1960–1990 k městysi patřily i Bečice a od 1. července 1980 do 31. prosince 1991 také Zhoř u Tábora.

### Symboly městyse
Znak a vlajka byly městysi uděleny rozhodnutím předsedy Poslanecké sněmovny Parlamentu České republiky dne 22. října 2008.

## Doprava

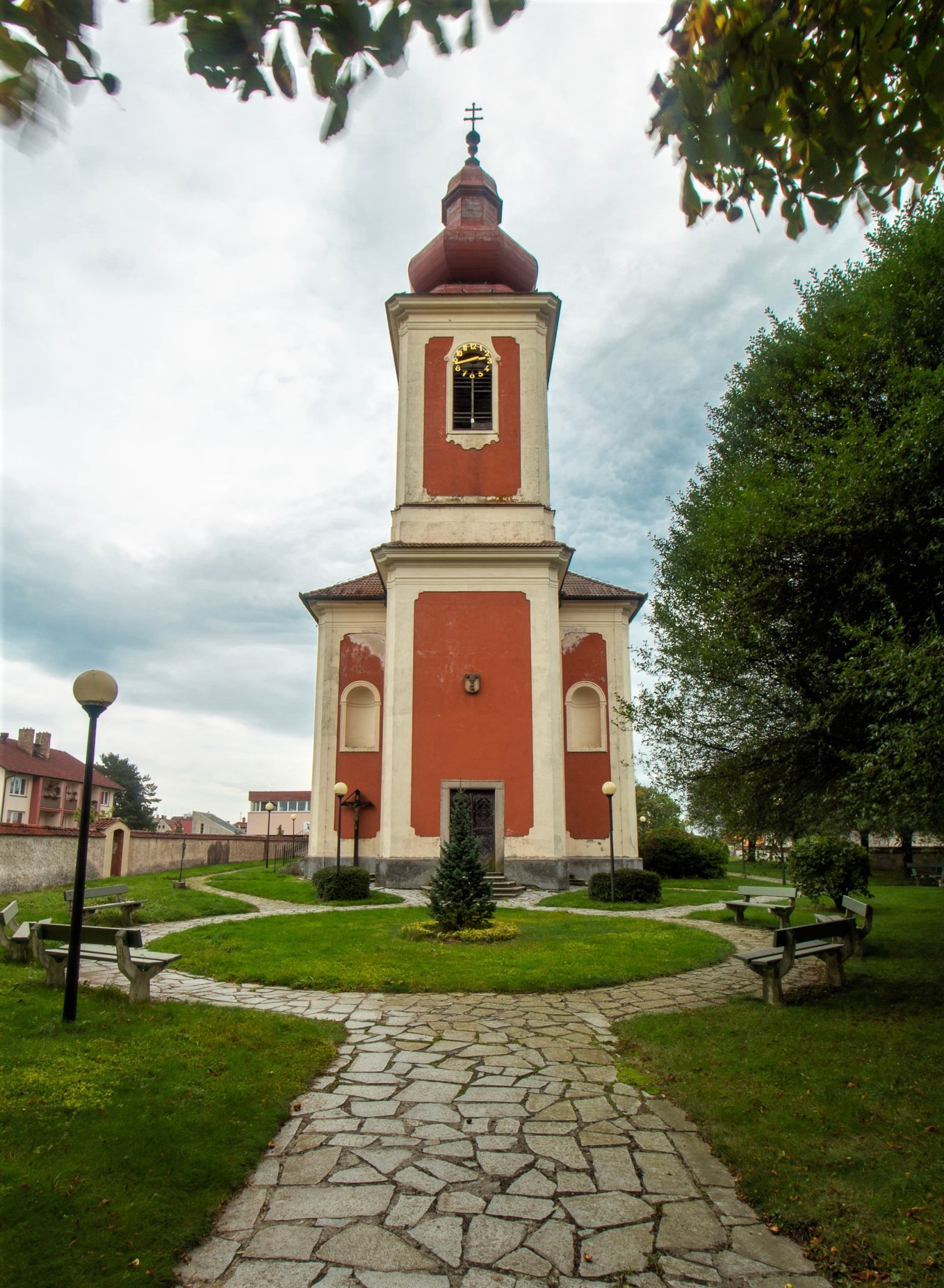
Malšický kostel Nejsvětější Trojice (2017)

Obec má dobré autobusové i vlakové spojení. Nádraží na trati 202 leží 600 m východně od centra obce. V Malšicích (a také v místních částech Čenkov, Třebelice a Všechlapy) je železniční zastávka na Elektrické dráze Tábor–Bechyně, známé první elektrifikované železniční tratě v Česku, z roku 1903. V sezóně zde zastavuje zvláštní historický vlak z počátku 20. století. V okolí jsou dostupné turistické známky: Příběnice, Dobronice, Stádlecký most, rozhledna Hýlačka, restaurace a kemp u Lužnice – Harrachovka

## Pamětihodnosti
- Kostel Nejsvětější Trojice na náměstí V. Háka; je písemně zmiňován od roku 1379, po roce 1420 vypálen husity. V roce 1743 byl barokně přestavěn nákladem Ferdinanda Filipa z Lobkovic. Fasáda byla opravena roku 1994.
- Zřícenina hradu Příběnice s podhradním městečkem a zaniklým hradem Příběničky na protějším břehu Lužnice
- Pomník obětem prvního odboje na návsi, autor J. V. Dušek (1920)
- Krucifix
- Usedlosti čp. 10, 14, 42 a 102 - ze 2. poloviny 19. století
- Stádlecký most, poslední dochovaný empírový řetězový most v ČR
- Na v roce 1993 zrušeném hřbitově okolo kostela Nejsvětější Trojice byly náhrobky Františka Švece (reliéf tesal František Bílek, 1920) a E. Tuvače (vytvořil J.V. Dušek, 1937).[7]  Reliéf od Františka Bílka nazvaný „Tvůrce v poslední  hodince“ je po zrušení hřbitova uložen v součásti Malšic zvané Jitra.[8]

## Obyvatelstvo
| Rok            | 1869  | 1880  | 1890  | 1900  | 1910  | 1921  | 1930  | 1950  | 1961  | 1970  | 1980  | 1991  | 2001  | 2011  | 2021  |
| -------------- | ----- | ----- | ----- | ----- | ----- | ----- | ----- | ----- | ----- | ----- | ----- | ----- | ----- | ----- | ----- |
| Počet obyvatel | 2 750 | 2 897 | 2 700 | 2 621 | 2 424 | 2 336 | 2 294 | 1 997 | 2 061 | 1 909 | 1 919 | 1 805 | 1 702 | 1 840 | 1 818 |
| Počet domů     | 310   | 335   | 357   | 376   | 391   | 402   | 438   | 482   | 487   | 483   | 505   | 598   | 612   | 650   | 693   |

## Hospodářství
V místní části Obora je stejnojmenný pivovar.

## Rodáci
- Jiří Chaloupka (1926–2006),  mikrobiolog[12]
- Miroslav Kříženecký (*1946), právník a politik

## Další fotografie

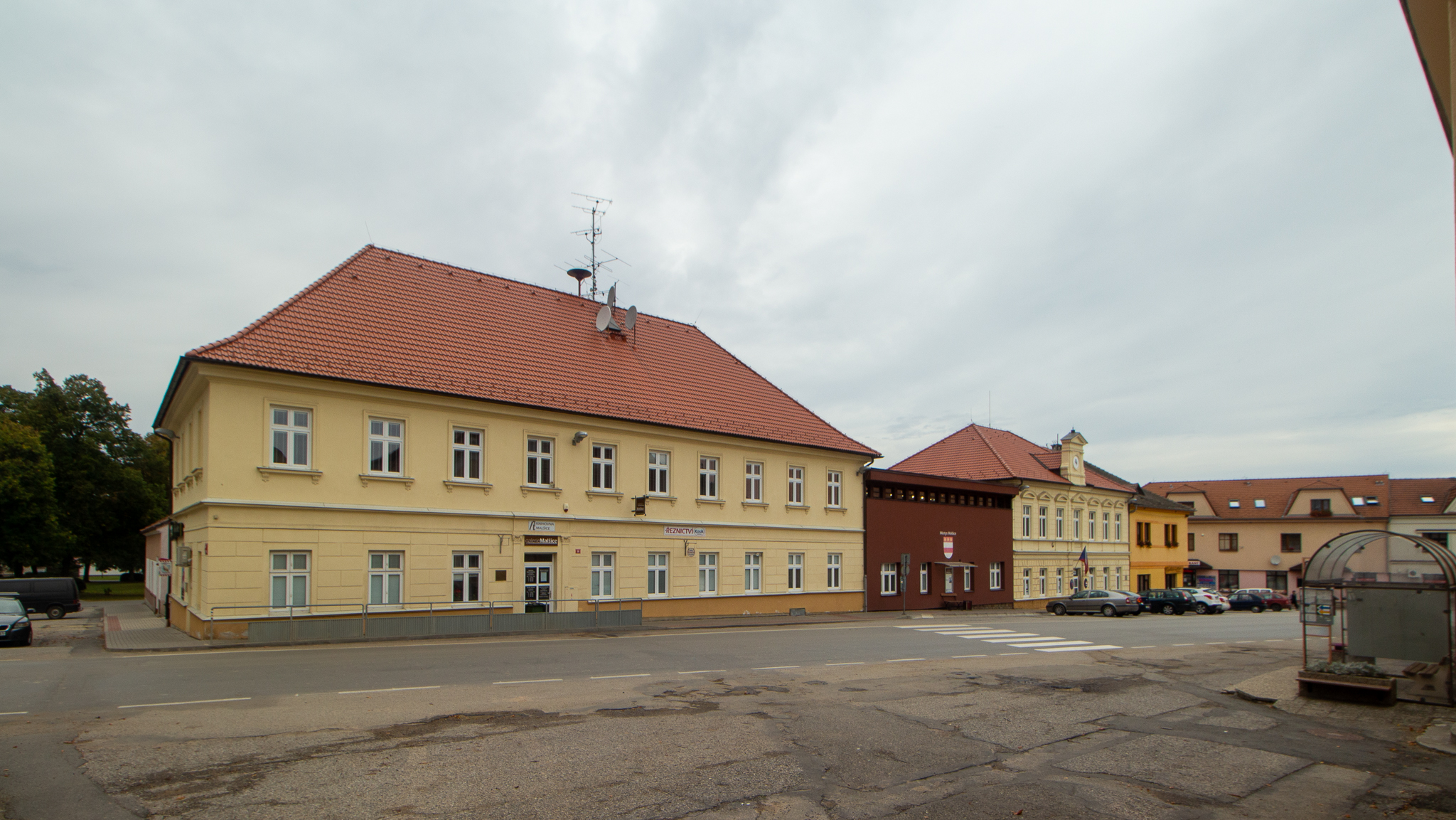
Náměstí V. Háka
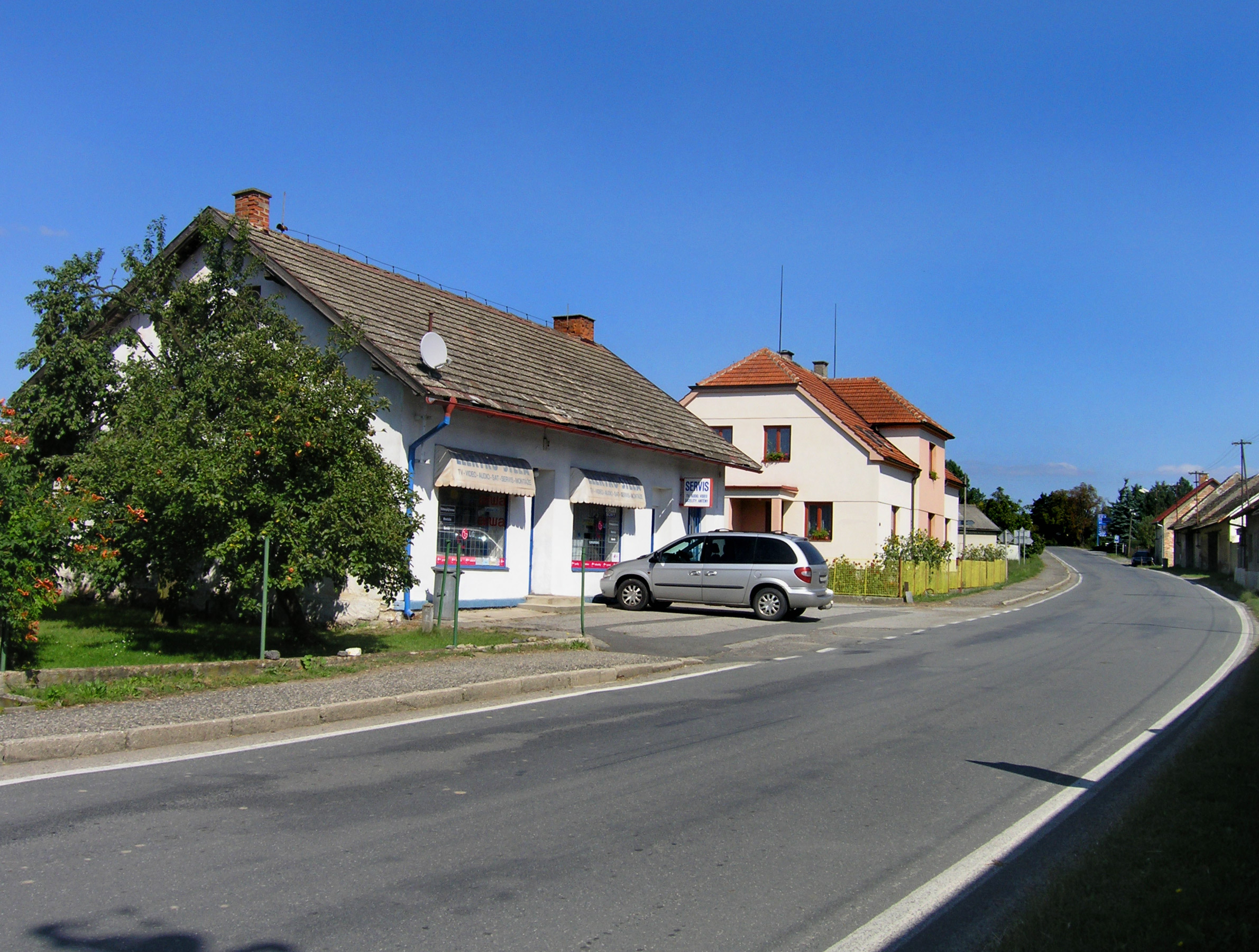
Táborská ulice
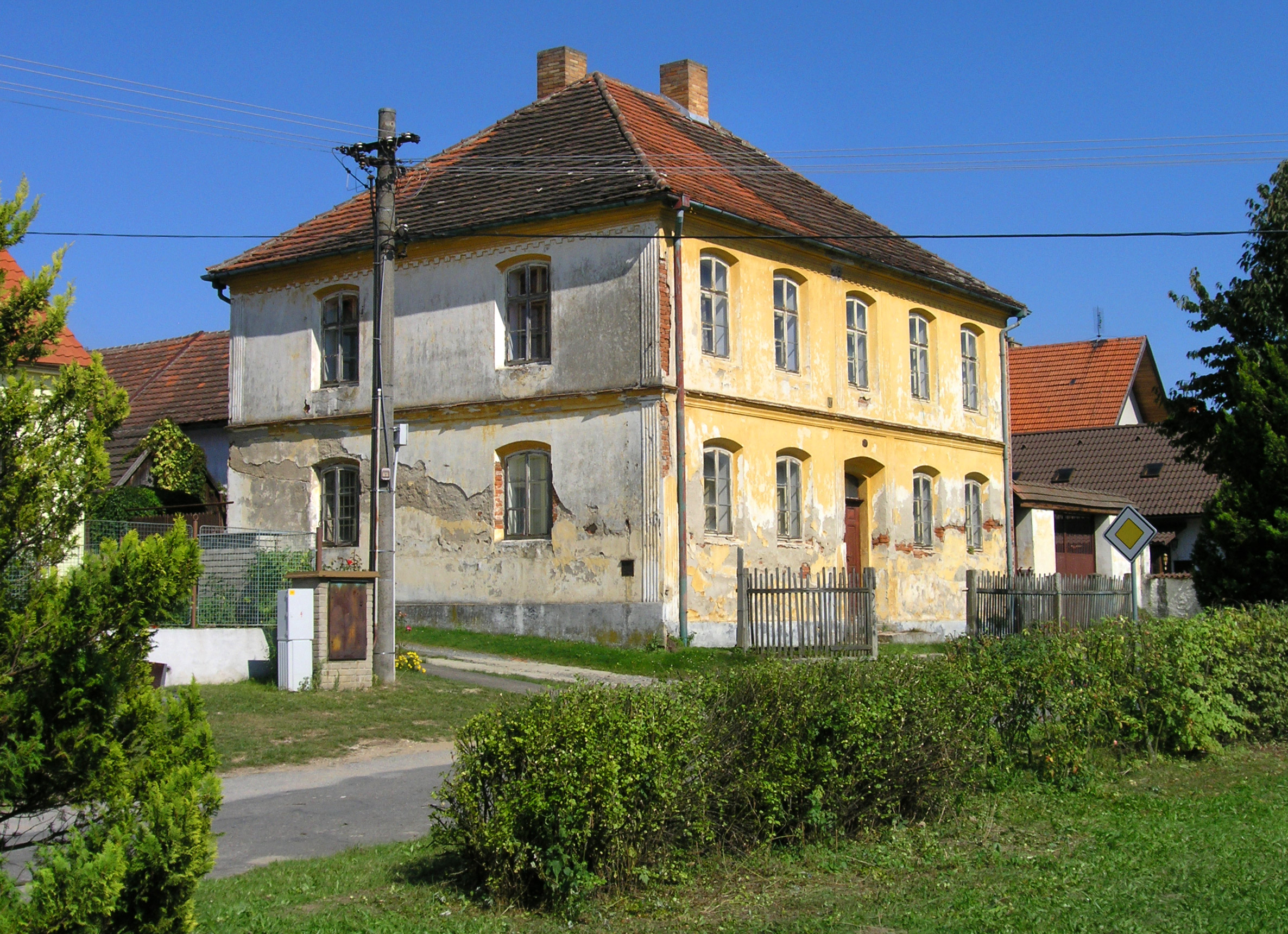
Bývalá škola
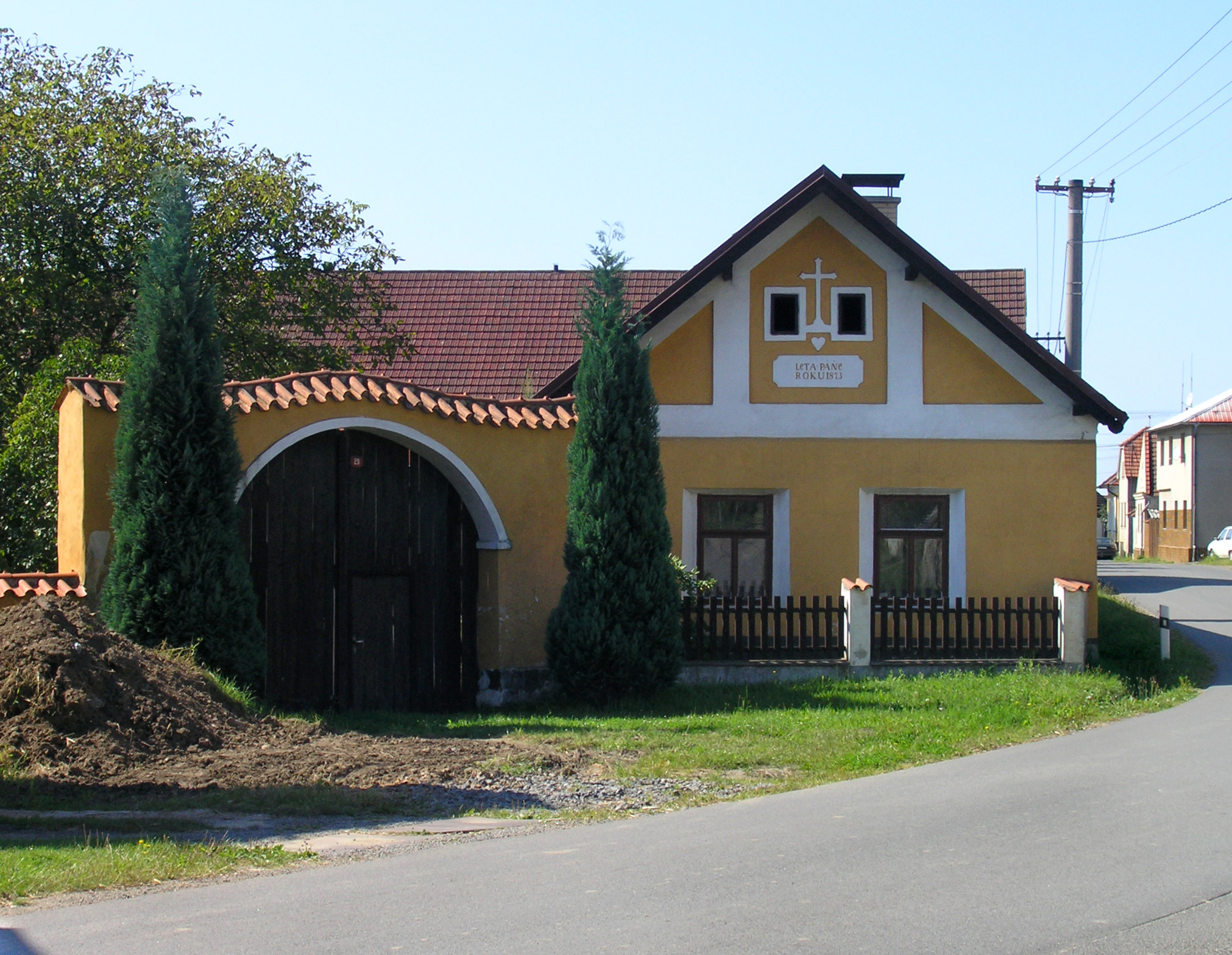
Bývalý statek na Malém náměstí
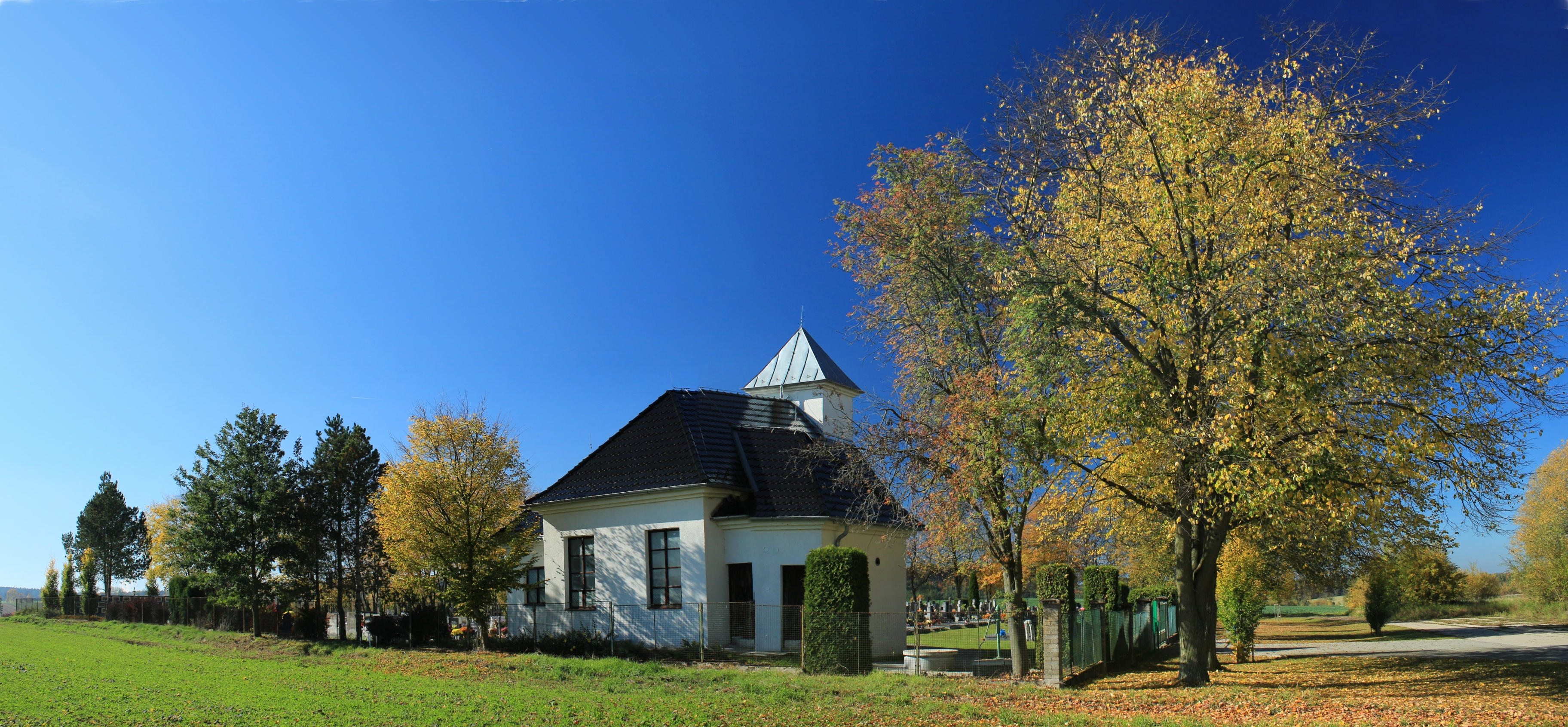
Malšický hřbitov
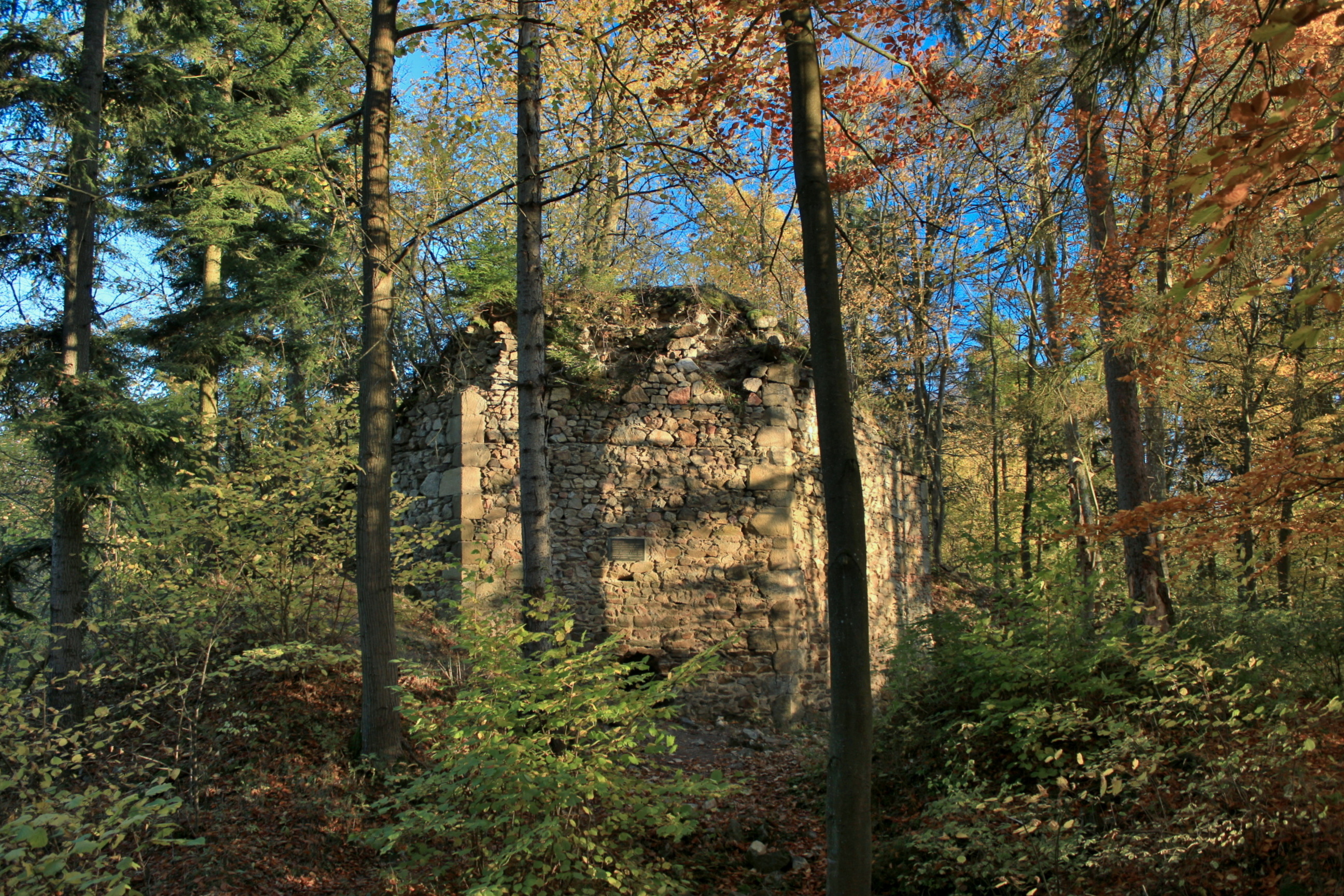
Zbytky osmiboké věže hradu Příběnice
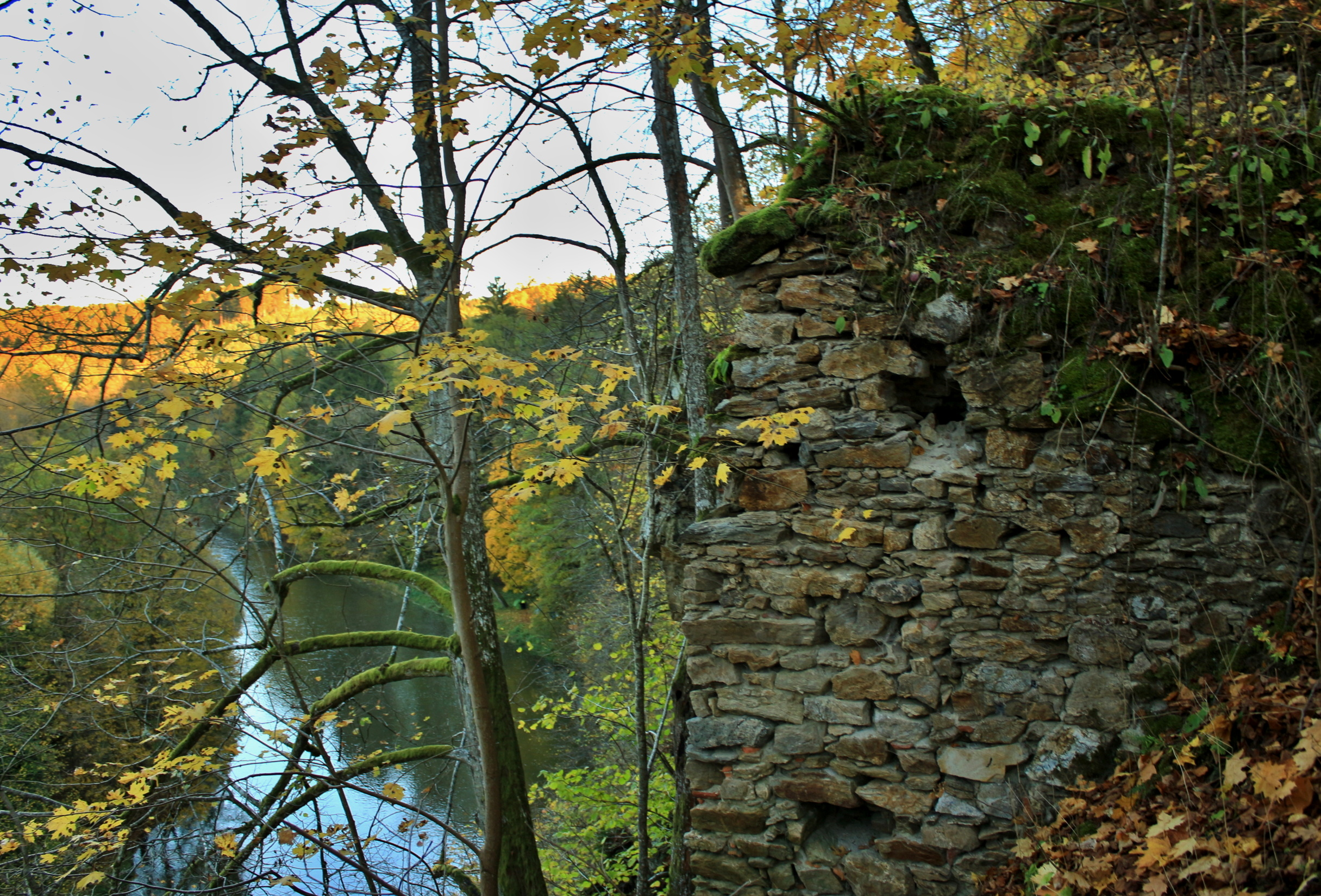
Zbytky zdiva příběnického hradu na ostrohu nad Lužnicí